# 黃泥涌水塘花園

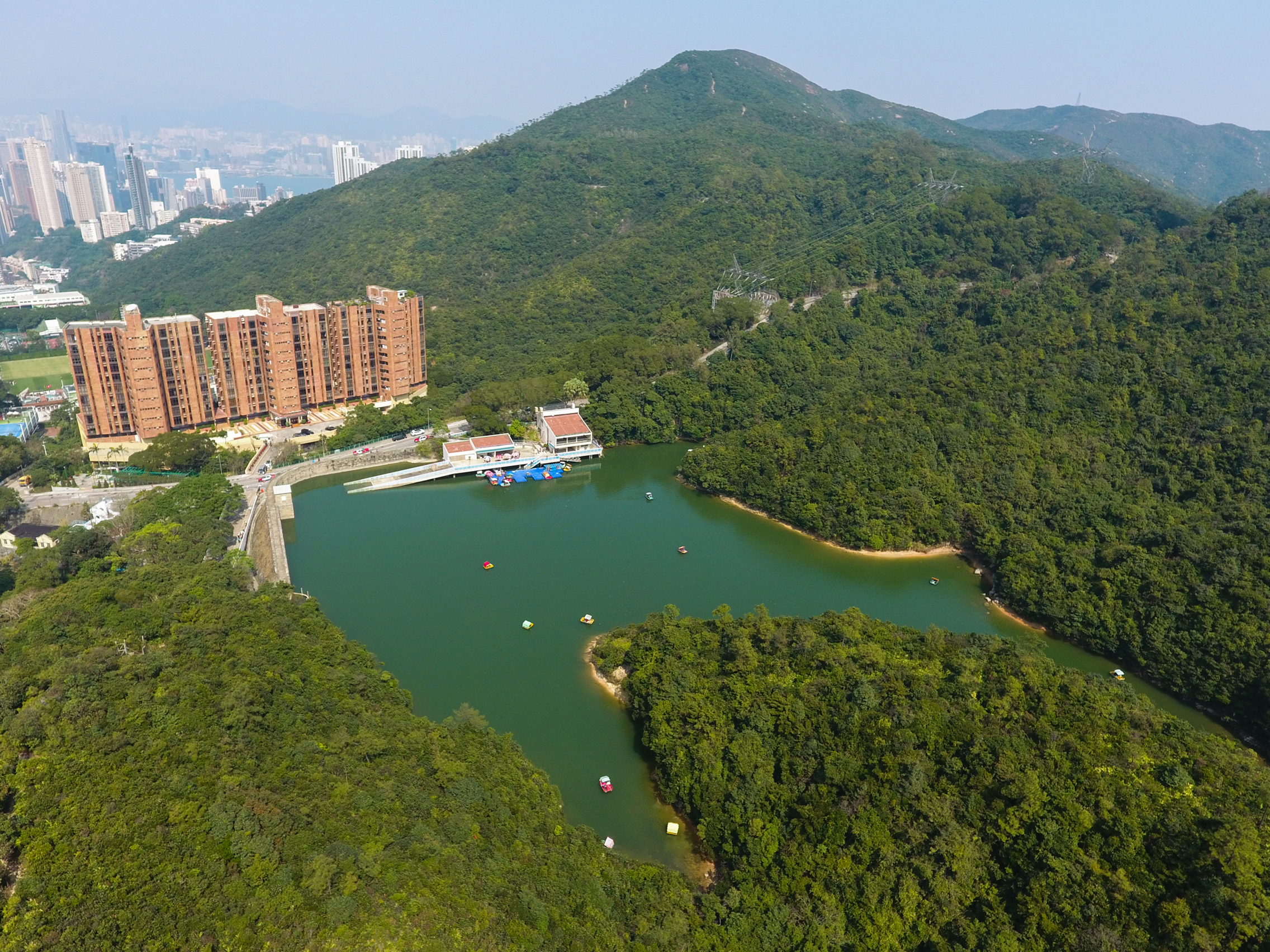
高空看黃泥涌水塘

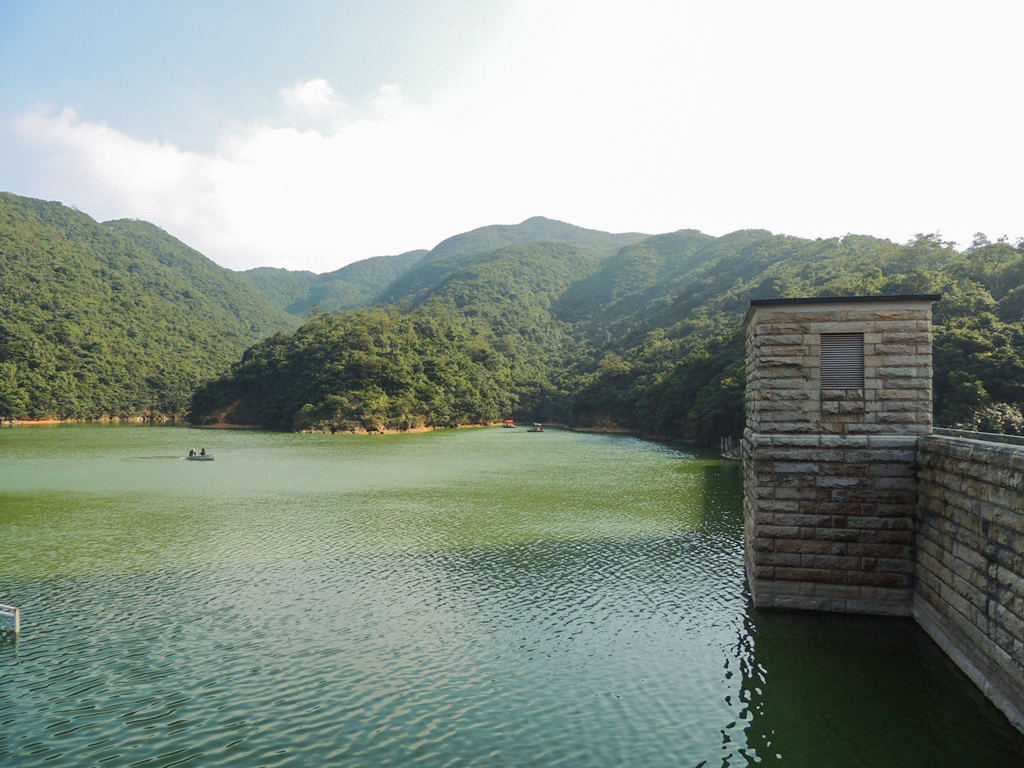
黃泥涌水塘

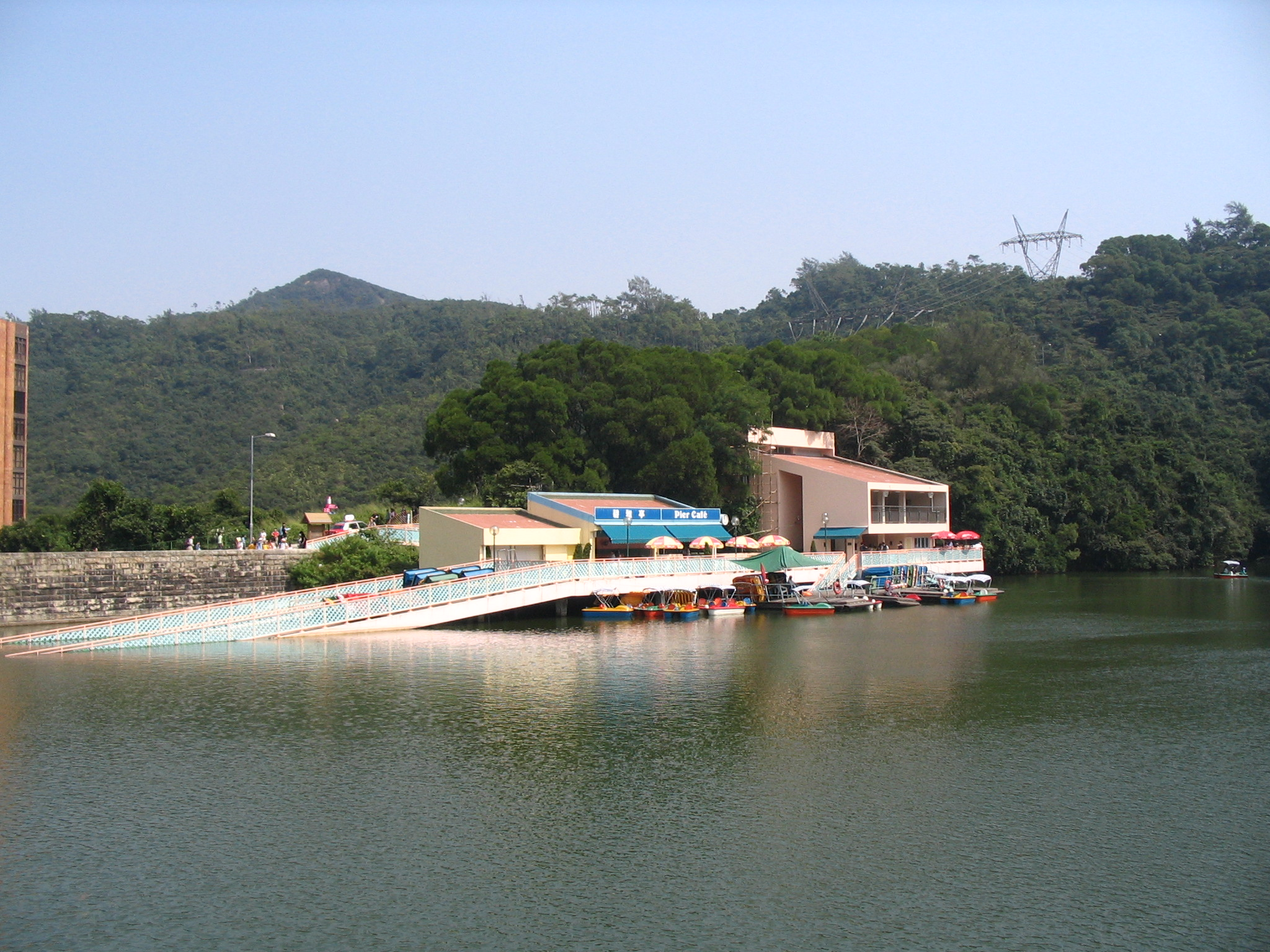
水塘公園的碼頭及小食亭（2007年）

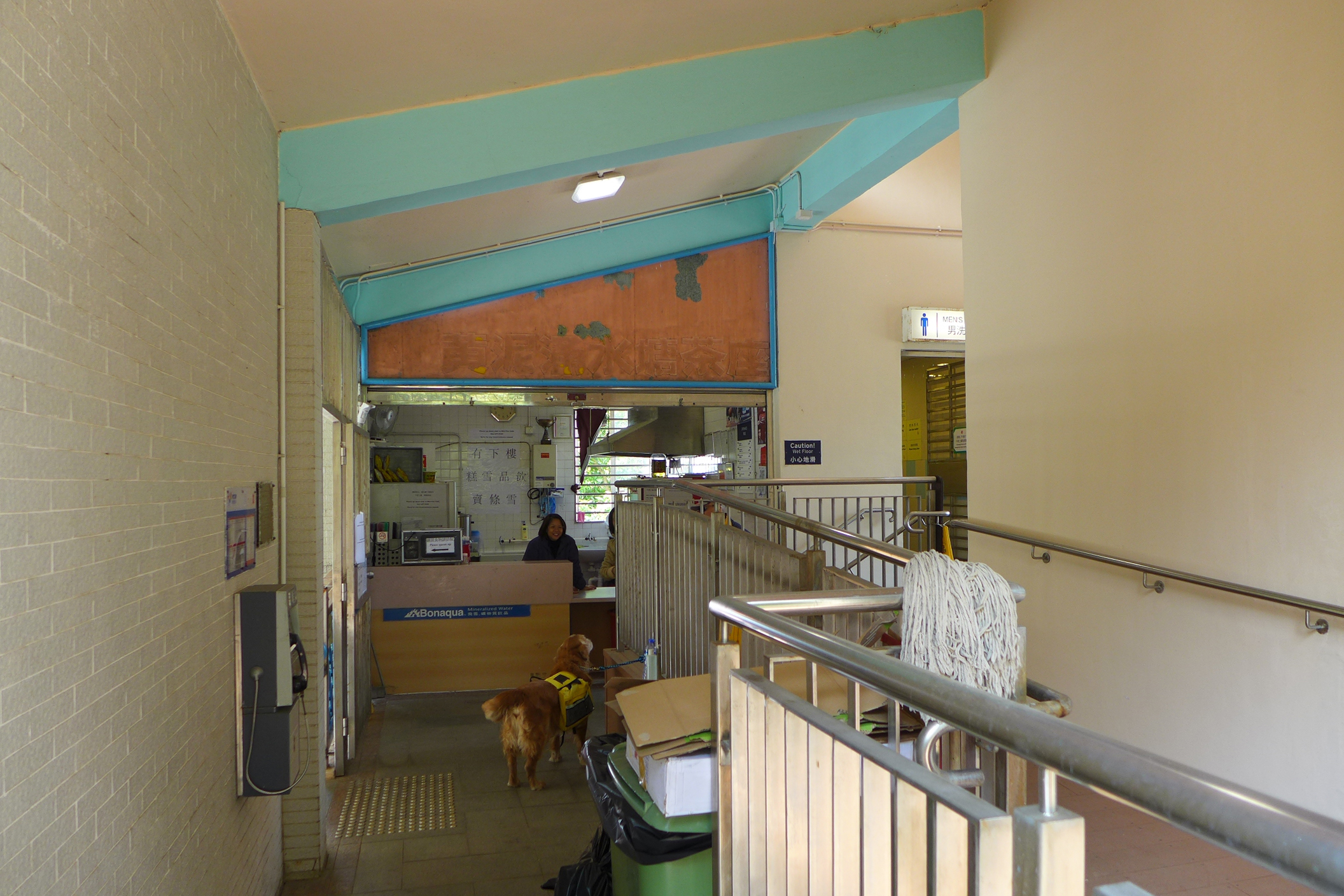
水塘公園的小食亭

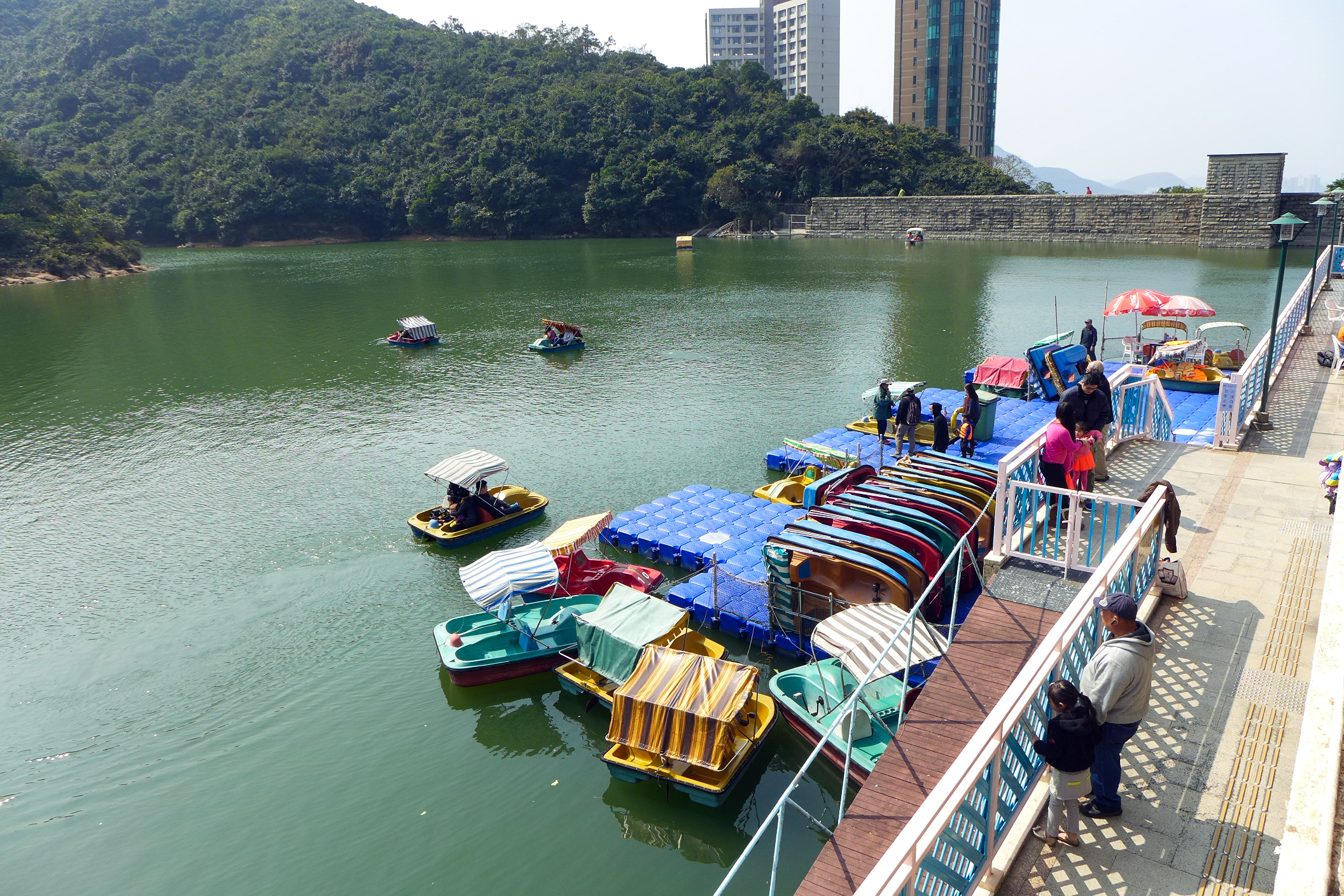
水塘公園的碼頭

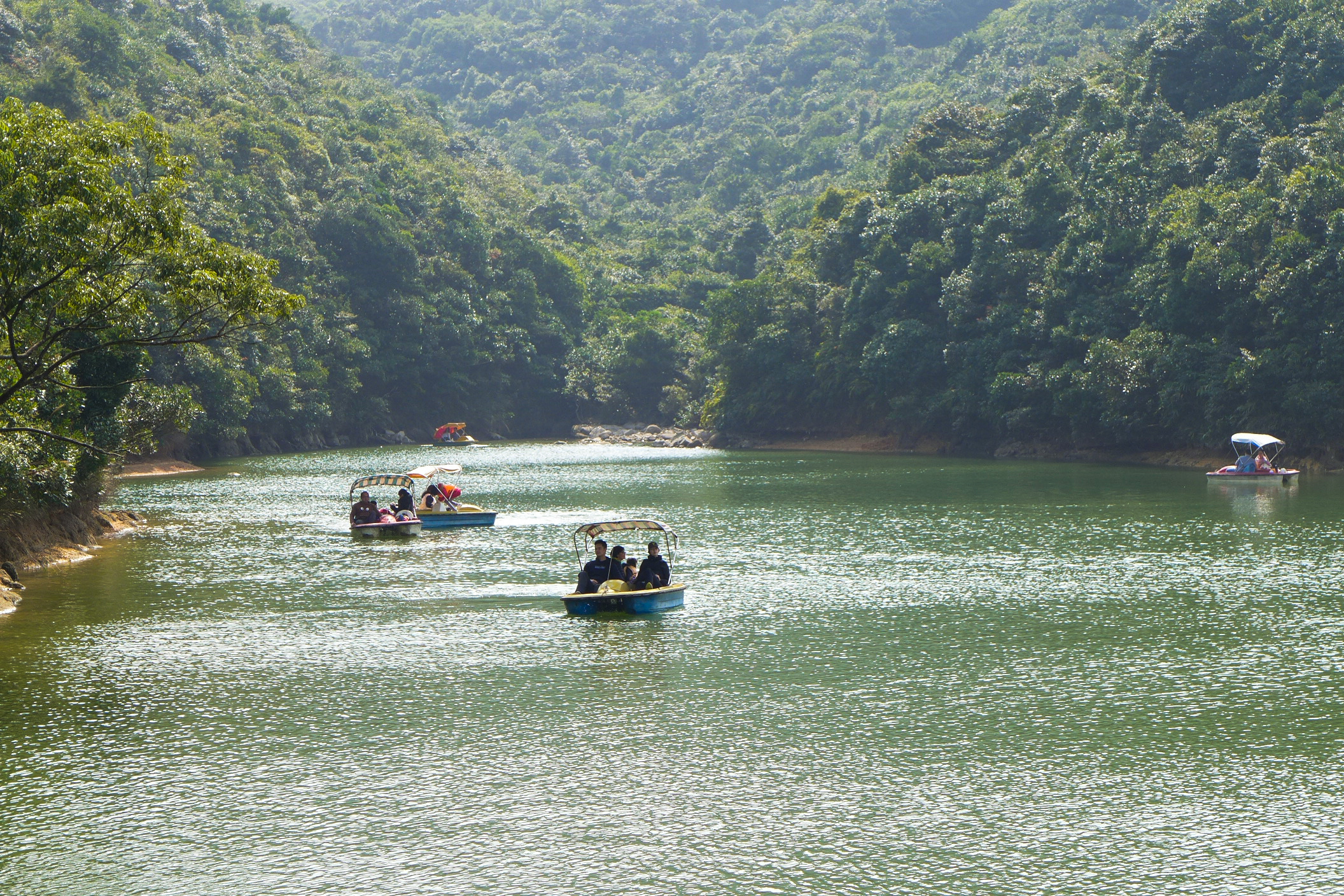
水塘公園的水上單車

黃泥水塘花園（英語：Wong Nai Chung Reservoir Park），位於香港香港島南區黃泥涌峽大潭水塘道，前身是於1899年建成的黃泥涌水塘，因為規模不及其他主要水務設施，於1986年由市政局改建為香港首個划艇公園，現時由康樂及文化事務署管理。園內的水壩、水掣房及溢流口於2009年被列為香港法定古蹟。

## 歷史
黃泥涌水塘是香港繼薄扶林水塘及大潭水塘後興建的第三座水塘。1894年香港鼠疫後，港英政府接納英國殖民地部衞生專員查維克（Osbert Chadwick）的報告書，展開水務設施的工程以改善港島市區的衞生情況。黃泥涌水塘選址於黃泥涌峽附近，在1899年興建，作為大潭水塘外的輔助水源，儲水量為2700萬加侖，水壩高50呎（18.3米），長270呎（82.3 米），設有水掣房及導流壩:45-47。水壩以層列大花崗石鋪成，頂部設有通道，水掣房則以粗琢石塊築成，門窗以磨光琢石圍繞，屋頂原為廡殿式設計，在1979年改為混凝土建成的平頂。用以排走滿溢存水的導流壩，由彎曲的梯級形石塊組成，連接斜角的引水道再匯合水壩下游的天然水道。
1930年代後期，英國意識到日本軍隊可能會入侵香港，加上黃泥涌峽在軍事上的重要性，興建了大規模的防禦工事，包括皇家炮兵第5AA高射炮陣地、榴彈炮炮台及多座機槍堡等。1941年12月8日香港保衛戰爆發，日軍於12月18日成功登陸香港島，於12月19日抵達黃泥涌峽。當時英國第3義勇軍步兵連第7、8及9排、少量蘇格蘭營及加拿大溫尼伯榴彈兵部隊D連，為了扼守此處通往香港島南部的要道及黃泥涌水塘，與日軍爆發激戰。雖然英國軍隊的頑強防守使到日本軍有逾600人傷亡，但是日軍於12月23日成功佔領黃泥涌峽，守軍陷入東西分割的不利處境，到12月25日港督楊慕琦決定投降，香港進入日佔時期。
1960年代，隨着大欖涌水塘、石壁水塘及船灣淡水湖等大型集水區相繼落成，容量只有12,000立方米的黃泥涌水塘，其對香港供水的重要性在1960年代末大為下降，市政局遂建議利用水塘及集水區改善為康樂設施，黃泥涌水塘在1986年關閉，改為香港首個划艇公園，向市民開放，提供遊人水上單車及小艇的租用服務，不少情侶就在此訂下山盟海誓。以水塘改建為康樂設施在當年屬創新概念，而增建碼頭、小食亭及洗手間等設施，刻意採用低調而不顯著的設計以融合周遭環境，令黃泥涌水塘公園榮獲1987年香港建築署年度大獎，為不少家庭留下溫韾回憶。
水塘堪稱「名人樂園」，周潤發、梁朝偉、任賢齊以至「賭王」何鴻燊與當時年幼的女兒何超蓮經常到該水塘享受。水塘內原有天鵝、鴛鴦等棲息，惟到1997年發生禽流感後，雀鳥被政府全數捉走。
不過到2017年2月，提供水上單車服務近28年的承辦商決定不再入標，水上單車及公園內的小食亭服務將營業至2月14日情人節。而水上單車服務到2022年4月重開。

## 歷史建築
2009年，黃泥涌水塘聯同大潭水塘、薄扶林水塘、九龍水塘、城門水塘及香港仔水塘等5個建於第二次世界大戰前的水務設施，被列為香港法定古蹟，包括水塘內水壩、水掣房及溢流口；而工人宿舍則於2009年12月被古物諮詢委員會評定為香港二級歷史建築。
| 建築物名稱           | 照片 | 建築年份 | 地址             | 備註                                                       | 參考        |
| -------------------- | ---- | -------- | ---------------- | ---------------------------------------------------------- | ----------- |
| 黃泥涌水塘水壩       |      | 1899年   | 黃泥涌大潭水塘道 | 1994年列為三級歷史建築，2009年9月18日列為法定古蹟。        | [ 8 ] [ 7 ] |
| 黃泥涌水塘水掣房     |      | 1899年   | 黃泥涌大潭水塘道 | 1993年列為三級歷史建築，2009年9月18日列為法定古蹟。        | [ 8 ] [ 7 ] |
| 黃泥涌水塘溢流口     |      | 1899年   | 黃泥涌大潭水塘道 | 1993年列為三級歷史建築，2009年9月18日列為法定古蹟。        | [ 8 ] [ 7 ] |
| 前黃泥涌水塘工人宿舍 |      | 1899年   | 黃泥涌大潭水塘道 | 1993年列為三級歷史建築，2009年12月18日改列為二級歷史建築。 | [ 8 ] [ 7 ] |

## 外部連結
- 黃泥涌水塘花園 （页面存档备份，存于），康樂及文化事務署
- 黃泥涌水塘，香港水務署
- 黃泥涌員工宿舍，香港水務署
- 黃泥涌水塘3項歷史構築物 （页面存档备份，存于），古物古蹟辦事處
- 黃泥涌水塘3項歷史構築物 （页面存档备份，存于），發展局文物保育專員辦事處
- 黃泥涌水塘公園[永久]，電影服務統籌科